# Церковь Святой Александры (Бухэду)
Це́рковь Святой Царицы Александры (кит. 博克图圣亚历山德拉教堂) — православный храм Пекинской духовной миссии на станции КВЖД Бухэду; с 1957 по 1958 годы — действующий приход Китайской православной церкви. Разрушен после 1958 года.

## История
Приход был создан в 1901 году. Александринский храм построен управлением КВЖД в 1902 году для русской воинской части. Церковная утварь для храмов приобреталась на средства КВЖД. 11 декабря 1902 года священник Александр Журавский совершил освящение храма. Впоследствии церковь была передана бухэдинскому приходу. Главным приходским благотворителем был Павел Федорович Тидеман.
Храм располагался на самой верхней точке невысокой сопки, на которой располагалось селение, возникшее вокруг станции Китайско-Восточной железной дороги Бухэду в северо-западной Маньчжурии. Церковь была деревянная, крестообразная, вместимостью до 1000 человек. Имелось пять колоколов, большое серебряное Евангелие весом около пуда с дарственной надписью, две чаши золотая и серебряная — дары императрицы Александры Феодоровны. С западной стороны церкви находился дом священника; рядом с церковью располагалось кладбище для захоронения заслуженных людей с разрешения настоятеля.
В 1929 году здание храма пострадало во время советско-китайского вооружённого конфликта, но в том же году было восстановлено.
В 1947 году храм сгорел и в том же году на его место было перенесено здание церкви во имя святого Алексия, человека Божия, из обезлюдевшего посёлка 62-й километр (Бухэдинский Чол).
В период культурной революции храм был закрыт и разрушен после 1958 года.

## Клир
настоятели Александринского храма
- Владимир Кедров (1901—1903)
- Владимир Борган (1904—1906)
- Александр Онипкин (1906—1917)
- Иоанн Тростянский (1917—1927)
- Владимир Чертыковцев (1927—1929)
- Михаил Белов (1930—1939)
- Георгий Козлов (1939)
- Климент (Перестюк) (1939—1940)
- Стефан Люкшенков (1940—1942)
- Николай Киклович (1942—1947)

настоятели Алексеевского храма
- Николай Орлов (1947—1953)
- Александр Лебедев (1953)

сверхштатные священники
- Николай Сечко-Кушнеревский (1922—1923)
- Николай Певцов (1922—1923)
- Илия Новокрещенных (1938—1939)
- Емилиан Баньковский (1941-?)

диаконы
- Александр Жуч (1926—1927)
- Аркадий Долгополов (1927—1928)
- Михаил Норин (1928—1935)
- Сергий Голов (1935—1938)